# Sunčevo magnetno polje
Sunčevo magnetno polje je magnetno polje generisano unutar Sunca putem kretanja provodne plazme unutar njega. Kretanje plazme je pokrenuto konvekcijom, vrstom energetskog transporta preko pomeranja materijala. Lokalizovano magnetno polje deluje magnetnom silom na plazmu i tako joj efektivno povećava pritisak. Namagnetisane oblasti se podižu u odnosu na ostatak plazme sve do fotosfere. Ovo stvara zvezdane pege na površini i srodni fenomen koronalnih petlji.
Analogno Sunčevom magnetnom polju, postoje i magnetna polja drugih zvezda.

## Karakteristike
Opšte magnetno polje Sunca je dipolno i slabo. Njegova jačina se kreće od 10-4 do 5*10-4 T, a linije sile magnetnog polja nalaze se u meridijanskoj ravni. Linije magnetnog polja istežu se i postavljaju u pravcu od istoka ka zapadu.
Smatra se da magnetno polje nastaje u konvektivnoj zoni dinamo mehanizmom. Princip rada dinamo mašine na Suncu je da je unutrašnjost Sunca zbog visoke temperature jonizovana, a sredina je elektroprovodna plazma, te kada se plazma kreće u magnetnom polju, ona indukuje struju koja pojačava magnetno polje. U Sunčevoj konvektivnoj zoni taj mehanizam nastaje dinamikom plazme, tj. interakcijom brzinskih i magnetnih polja uz učešće turbulencije.

### Globalna kretanja
U savremenim teorijskim modelima pretpostavljaju se dve vrste globalnih kretanja na Suncu: diferencijalna rotacija i meridijanska cirkulacija.
- Diferencijalna rotacija

Diferencijalna rotacija nastaje interakcijom Sunčeve rotacije i konvekcije uz delovanje Koriolisove sile u konvektivnoj zoni. Diferencijalna rotacija deformiše rotacioni profil u meridijanskoj ravni. Ona pojačava prvobitno slabo dipolno magnetno polje namotavajući magnetne linije sila koje su u elektroprovodnom fluidu plazme zamrznute u svom okruženju. Rotacija je naročito pojačana u oblasti gde je ugao φ≤40°. Namotane magnetne linije sila stvaraju toroidalno magnetno polje koje se održava u konvektivnoj zoni i znatno je jače od početnog polja. Kada to polje dostigne određenu jačinu, izbija na Sunčevu površinu i njegovim izbijanjem započinje ciklus Sunčeve aktivnosti.
- Osno-simetrična meridijanska cirkulacija

Osno-simetrična meridijanska cirkulacija je globalno kretanje koje proizvode džinovske konvektivne ćelije. Ovo kretanje ima smer ka ekvatoru za heliogrfske širine φ<40°, a ka polovima za φ>40°.

## Uzrok nastanka magnetnog polja
Postoji nekoliko ideja o tome šta bi mogao da bude uzrok nastanka novog dipolnog magnetnog polja prilikom Sunčevog ciklusa.
- Helikoidalna ili ciklonska turbulencija

Helikoidalna ili ciklonska turbulencija jedna je od pretpostavki nastanka novog dipolnog magnetnog polja. Ovom pretpostavkom turbulencija podrazumeva nastanak polja kombinacijom lokalnog vertikalnog kretanja plazme i njenog uvrtanja oko radijalne ose.
- Migracija površinskih magnetnih polja ka polovima

Druga hipoteza o nastanku novog dipolnog polja je hipoteza migracije površinskih magnetnih polja ka polovima. Migracija nastaje zbog meridijanske cirkulacije brzinom od 10 m/s za uglove φ>40°. Osnovane su pretpostavke da se uzrok i gradijent brzine rotacije migracije nalazi u konvektivnoj zoni. Novo polje je suprotnog polariteta od starog, jer ga oslabljuje, poništava i stvara novo toroidalno polje istim mehanizmom. Tako je svako novo toroidalno polje suprotno orijentisano u odnosu na prethodno. Promena polariteta magnetnog polja dokazana je merenjima u svakom novom ciklusu. Trajanje ciklusa nije uvek 11 godina, već on može da traje od 8 do 14 godina. Dipolno magnetno polje je najjače blizu minimuma ciklusa, a toroidalno ili azimutalno je najjače blizu maksimuma Sunčeve aktivnosti.

## Lokalna magnetna polja
Lokalna magnetna polja su polja u ograničenim malim oblastima fotosfere. Njih je još 1908. godine izmerio Hejl pomoću Zemanovog efekta. Ova mala magnetna polja se pojavljuju na mestima gde gusto pakovane toroidalne linije sile magnetnog polja prečnika manjim od 1.000 km iznenada izbijaju na površinu.
Lokalna magnetna polja su jaka polja, hiljadu puta su jača od prosečnog intenziteta polja u okolini i koncentrisana su u magnetne cevi. Izbijanjem ovog polja u fotosferi aktivnost postaje vidljiva, javljaju se svetle fakule i plaže, a u njihovoj neposrednoj blizini i tamne pege. Tokom godina, intenzitet magnetnog polja se najpre pojačava, pa slabi, da bi se polje sasvim poništilo na ekvatoru gde se sustiču suprotni polariteti.
Lokalna magnetna polja ne ostaju u fotosferi, već isplivavaju vertikalno kroz hromosferu do korone kao zatvorene petlje ili lukovi. Dimenzije ovih, takozvanih hladnih petlji, se u sve ređoj sredini povećavaju i u koroni postaju džinovske konfiguracije zatvorenog magnetnog polja koje zadržavaju hladniju i gušću plazmu nižih slojeva, skoro neizmenjene temperature i gustine. One odolevaju dinamičkom dejstvu sila i živeći nedeljama čine vezu aktivnosti između fotosfere korone. Lukovi i petlje svih oblika i dimenzija čine zatvoreno magnetno polje i suprotstavljaju se kretanju plazme normalno do linije sila. Nasuprot njima, postoje oblaci otvorenog magnetnog polja gde dinamičke sile savladavaju barijeru, probijaju je i tako nastaju otvorene linije magnetnog polja. Kroz otvorene linije polja plazma brzo i neprekidno ističe u više slojeve i napušta Sunce.
Korona je nehomogen Sunčev sloj. U regionima otvorenog polja koncentracija čestica je bar 3 puta manja od okoline. Otvorena i zatvorena magnetna polja određuju strukturu korone, to jest nastaju nehomogenosti velikih razmera. Koronalne kondenzacije su oblasti zatvorenog magnetnog polja sa većom koncentracijom čestica, a koronalne rupe su oblasti otvorenog magnetnog polja sa znatno smanjenom koncentracijom čestica. Pošto je mera emisije zračenja funkcija koncentracije čestica, može se objasniti zašto su na satelitskim snimcima korone u X-zračenju polarne oblasti tamne.
Korona u minimumu aktivnosti u polarnim oblastima pokazuje karakterističnu strukturu, kada zraci i pera divergiraju. Opšte je mišljenje da ovi oblici manifestuju dipolno magnetno polje. U maksimumu aktivnosti oblik korone je potpuno izmenjen i ima skoro sferan oblik, a polarne oblasti nisu jasno naznačene. To je faza najslabijeg dipolnog magnetnog polja. Da bi se objasnila zašto magnetna aktivnost u jednom ciklusu najpre slabi, dostiže maksimum, pa iščezava da bi se ponovo javila i pojačala, pretpostavlja se pojava novog slabog dipolnog polja suprotno orijentisanog u odnosu na prethodno.

## Posmatranja
Sunce je jedina zvezda za koju možemo dobiti detaljnu raspodelu jačine magnetnog polja po površini, a ne samo srednju vrednost jačine polja za celu zvezdu. Sve što je poznato o Sunčevom magnetnom polju zasnovano je na njegovom direktnom merenju u fotosferi i praćenju promene njegovog fluksa. Empirijski je ustanovljeno da ciklus aktivnosti Sunca zavisi od modulacije magnetnog fluksa kroz njegovu površinu. Period promene fluksa ima period od 11 godina, tj. od 22 godine ako se računa drugačiji polaritet magnetnog polja u svakom drugom ciklusu.
Posmatranja pokazuju da magnetni fluks iz unutrašnjosti izbija na površinu u lokalizovanim malim oblastima. Prema brzini izbijanja ocenjuje se da bi se ukupni magnetni fluks mogao udvostručiti za 10 dana, ali se to ne dešava, već se fluks od minimuma do maksimuma aktivnosti poveća samo 3 puta u toku jednog perioda. Iz periodičnosti se dobija da je brzina pojavljivanja u ravnoteži sa brzinom iščezavanja magnetnog fluksa na površini, to jest da postoje izvori i ponori površinskih polja. Između ta dva efekta, bolje su proučeni izvori magnetnog polja. Magnetno polje iz fotosfere delom odlazi u hromosferu i koronu, što zapažamo po dinamici plazme, a pošto deo fluksa ne registrujemo, pretpostavlja se da on ponire u konvektivnu zonu.

### Tahoklin
Jedno od verovatno najznačajnijih otkrića helioseizmologije je otkriće tahoklina, jednog vrlo tankog sloja u Sunčevoj unutrašnjosti. On predstavlja granicu diferencijalno rotirajuće konvektinve zone i uniformno rotirajuće radijativne zone. To je tanak rotirajući sloj složene strukture koji ima značajnu ulogu u formiranju opšteg ili globalnog magnetnog polja. Pretpostavlja se da ispod konvektivne zone nema značajnijeg magnetnog polja, što potvrđuju i helioseizmološka merenja. Zbog različitih prostornih struktura konvektivne ćelije i raznih razmera vremenskih promena, danas nije zadovoljavajuća ni teorija dipolnog, kao ni tiroidalnog magnetnog polja, ali one predstavljaju aproksimaciju realne situacije na Suncu pomoću koje se mogu modelirati neka od Sunčevih ponašanja. Kako su teorije dipolnog i toroidalnog polja aproksimacije, to se oblici Sunčeve aktivnosti ne mogu tačno predvideti.

## Literatura
- Parks J,  . (24. 5. 2021). „Interferometric Imaging of λ Andromedae: Evidence of Starspots and Rotation”. The Astrophysical Journal. 913 (1): 54. Bibcode:2021ApJ...913...54P. doi:10.3847/1538-4357/abb670 .
- Konchady T (23. 6. 2021). „Searching for Spots with Interferometry”. AASnova.
- Sanchis-Ojeda, Roberto; Winn, Joshua N.; Marcy, Geoffrey W.;  . (2013). „Kepler-63b: A Giant Planet in a Polar Orbit Around a Young Sun-like Star”. The Astrophysical Journal. 775 (1): 54. Bibcode:2013ApJ...775...54S. ISSN 0004-637X. S2CID 36615256. arXiv:1307.8128 . doi:10.1088/0004-637X/775/1/54.
- Strassmeir, Klaus G. (септембар 2009). „Starspots”. The Astronomy and Astrophysics Review. 17 (3): 251—308. Bibcode:2009A&ARv..17..251S. doi:10.1007/s00159-009-0020-6 .
- Poppenhäger, K.; Robrade, J.; Schmitt, J. H. M. M.; Hall, J. C. (2009-12-01). „51 Pegasi – a planet-bearing Maunder minimum candidate”. Astronomy & Astrophysics (на језику: енглески). 508 (3): 1417—1421. Bibcode:2009A&A...508.1417P. ISSN 0004-6361. S2CID 118626420. arXiv:0911.4862 . doi:10.1051/0004-6361/200912945.
- Shah, Shivani P.; Wright, Jason T.; Isaacson, Howard; Howard, Andrew; Curtis, Jason L. (2018-08-16). „HD 4915: A Maunder Minimum Candidate”. The Astrophysical Journal. 863 (2): L26. Bibcode:2018ApJ...863L..26S. ISSN 2041-8213. S2CID 119358595. arXiv:1801.09650 . doi:10.3847/2041-8213/aad40c .
- Baum, Anna C.; Wright, Jason T.; Luhn, Jacob K.; Isaacson, Howard (2022-04-01). „Five Decades of Chromospheric Activity in 59 Sun-like Stars and New Maunder Minimum Candidate HD 166620”. The Astronomical Journal. 163 (4): 183. Bibcode:2022AJ....163..183B. ISSN 0004-6256. arXiv:2203.13376 . doi:10.3847/1538-3881/ac5683 .
- „Astronomers see star enter a 'Maunder Minimum' for the first time”. Physics World (на језику: енглески). 2022-04-05. Приступљено 2022-04-06.

## Spoljašnje veze
- Donati, Jean-François (16. 6. 2003). „Surface magnetic fields of non degenerate stars”. Laboratoire d’Astrophysique de Toulouse. Приступљено 2007-06-23.
- Donati, Jean-François (5. 11. 2003). „Differential rotation of stars other than the Sun”. Laboratoire d’Astrophysique de Toulouse. Приступљено 2007-06-24.